# Jorge Gamboa
Jorge Gamboa Díaz (Lebensdaten unbekannt) war ein chilenischer Radrennfahrer.

## Sportliche Laufbahn
Gamboa war im Bahnradsport aktiv. 1928 startete er bei den Olympischen Sommerspielen in Amsterdam. In der Mannschaftsverfolgung kam der Vierer aus Chile mit Jorge Gamboa, Alejandro Vidal, Carlos Rocuant und Edmond Maillard auf den 9. Rang.